# Jurassic Park 3: Park Builder
Jurassic Park 3: Park Builder ist ein im Herbst 2001 erschienenes Aufbauspiel für den Game Boy Advance von Nintendo.

## Spielprinzip
Ziel des Spiels ist es, seinen eigenen Park mit Dinosauriern aufzubauen. Es lassen sich Gehege, sogenannte Saurierzonen, verschiedene Wege, Straßen, Laternen, Statuen, Restaurants und Geschäfte im eigenen Park platzieren, allerdings sollte man seine Finanzen niemals außer Acht lassen. Man kann Ausgrabungsteams in verschiedene Bereiche der Insel schicken, die dann mit etwas Glück fehlende DNS im Gestein finden. Mithilfe dieser DNS lassen sich dann Eier erzeugen. Das Resultat des Eies und der neu entdeckten DNS erblickt man erst nach dessen Schlüpfung. Es gibt fünf verschiedene Schwierigkeitsstufen.

## Tiere im Spiel
Es sind 140 Tierarten im Spiel vorhanden, von denen man anfangs drei freigeschaltet hat. Von diesen 140 Tierarten sind aber lediglich 98 wirklich Dinosaurier.

### Karnivoren 1 (Karn 1)
Dies sind kleine Fleischfresser.
- Eoraptor
- Coelophysis
- Irritator
- Baryonyx
- Mini. Tyrannosaurus
- Avimimus
- Unenlagia
- Ornitholestes
- Compsognathus
- Sinosauropteryx
- Gallimimus
- Ornithomimus
- Struthiomimus
- Dromiceiomimus
- Pelecanimimus
- Mononychus
- Oviraptor
- Conchoraptor
- Troodon
- Dimorphodon
- Anurognathus
- Pterodaustro
- Archaeopteryx
- Plesiosaurus
- Pachypleurosaurus
- Eurhinosaurus
- Ichthyosaurus
- Terataspis
- Mesolimulus
- Pachydiscus
- Macropoma
- Elginia
- Archelon
- Kuehneosaurus
- Dinilysia
- Pterygotus
- Meganeura
- Dimetrodon
- Diplocaulus

### Karnivoren 2 (Karn 2)
Diese Fleischfresser sind mittelgroß.
- Herrerasaurus
- Carnotaurus
- Masiakasaurus
- Majungatholus
- Ceratosaurus
- Dilophosaurus
- Monolophosaurus
- Megalosaurus
- Coelurus
- Velociraptor
- Deinonychus
- Utahraptor
- Rhamphorhynchus
- Pterodactylus
- Anhanguera
- Dsungaripterus
- Cryptoclidus
- Pistosaurus
- Clidastes

### Karnivoren 3 (Karn 3)
Das sind die größten Raubtiere des Spiels.
- Allosaurus
- Giganotosaurus
- Acrocanthosaurus
- Spinosaurus
- Yangchuanosaurus
- Albertosaurus
- Tarbosaurus
- Tyrannosaurus
- Quetzalcoatlus
- Pteranodon
- Giant Pteranodon
- Kronosaurus
- Elasmosaurus
- Cymbospondylus
- Shonisaurus
- Mosasaurus
- Tylosaurus

### Herbivoren 1 (Herb 1)
Dies sind kleine friedliche Pflanzenfresser.
- Segnosaurus
- Beipiaosaurus
- Lesothosaurus
- Minmi
- Mini. Stegosaurus
- Hypsilophodon
- Othnielia
- Muttaburrasaurus
- Heterodontosaurus
- Ouranosaurus
- Altirhinus
- Nipponosaurus
- Stygimoloch
- Stegoceras
- Psittacosaurus

### Herbivoren 2 (Herb 2)
Diese Pflanzenfresser sind recht groß.
- Therizinosaurus
- Anchisaurus
- Plateosaurus
- Massospondylus
- Camarasaurus
- Cetiosaurus
- Amargasaurus
- Saltasaurus
- Shunosaurus
- Diplodocus
- Scelidosaurus
- Wuerhosaurus
- Yingshanosaurus
- Polacanthus
- Nodosaurus
- Saichania
- Ankylosaurus
- Iguanodon
- Camptosaurus
- Edmontosaurus
- Hadrosaurus
- Parasaurolophus
- Maiasaura
- Corythosaurus
- Pachycephalosaurus
- Homalocephale
- Goyocephale
- Protoceratops
- Chasmosaurus
- Styracosaurus
- Centrosaurus

### Herbivoren 3 (Herb 3)
Diese Pflanzenfresser sind sehr groß und oft aggressiv.
- Apatosaurus
- Supersaurus
- Seismosaurus
- Barosaurus
- Brachiosaurus
- Mamenchisaurus
- Stegosaurus
- Kentrosaurus
- Edmontonia
- Euoplocephalus
- Hypacrosaurus
- Lambeosaurus
- Torosaurus
- Triceratops
- Triceratops Lhorn
- Pachyrhinosaurus
- Pentaceratops

## Fehler im Spiel
Was die Längenangaben und das Aussehen vieler Tiere betrifft, ist das Spiel mittlerweile veraltet.